# Joachim Hofmann-Göttig

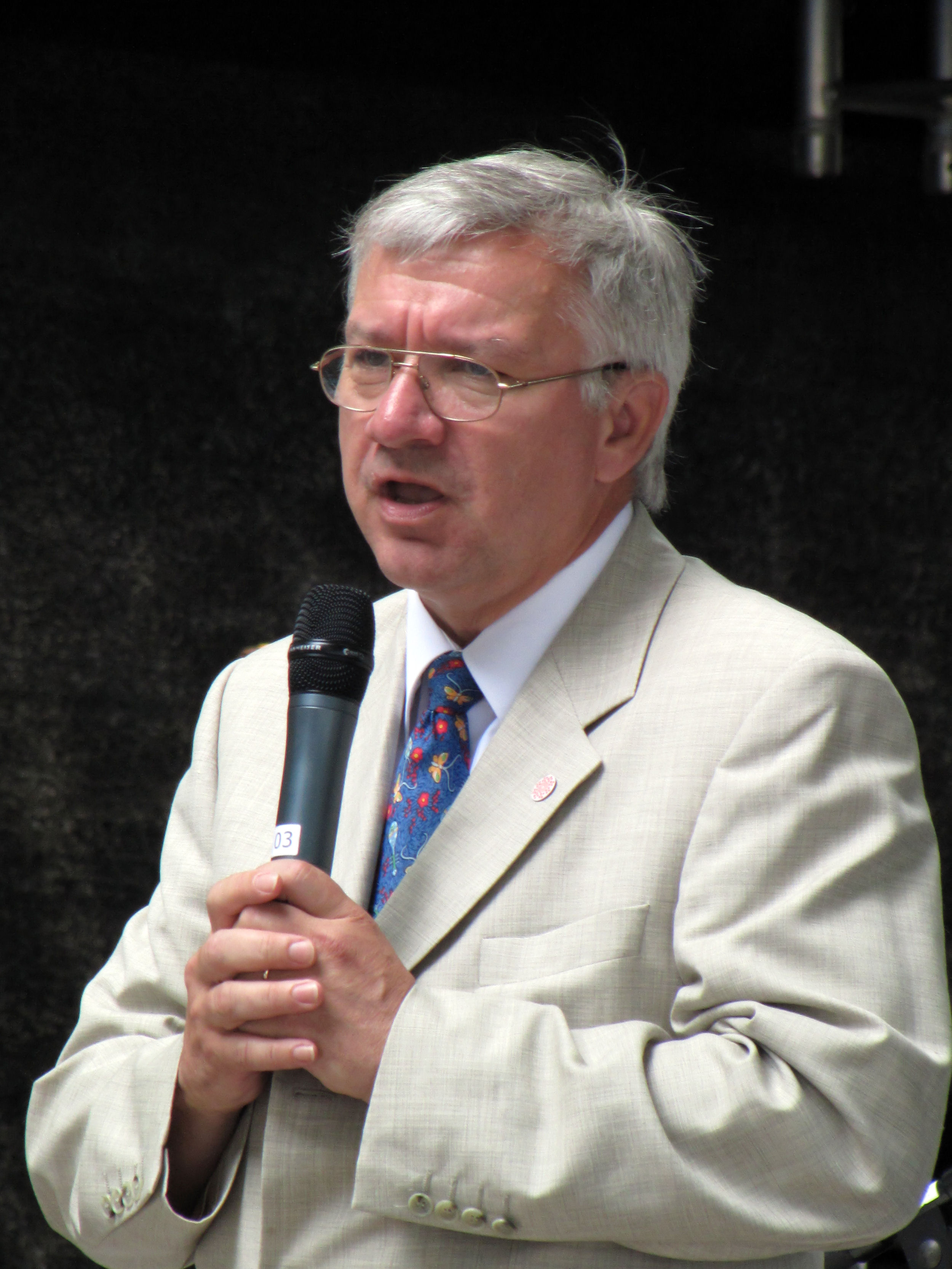
Joachim Hofmann-Göttig, 2010

Joachim Hofmann-Göttig (* 30. August 1951 in Leipzig) ist ein deutscher Politologe und Politiker (SPD). Vom 1. Mai 2010 bis 30. April 2018 war er Oberbürgermeister von Koblenz.

## Leben
Joachim Hofmann-Göttig wurde als Sohn von Martha und von Werner Hofmann geboren. In Marburg machte er Abitur. Zwischen Abitur und Beginn des Studiums 1971 volontierte Hofmann-Göttig bei einer Wochenzeitung. Er studierte Erziehungswissenschaften sowie Rechtswissenschaften im Hauptfach, Soziologie, Politikwissenschaft und Psychologie im Nebenfach. Neben dem Studium arbeitete er als Journalist für verschiedene Tages- und Wochenzeitungen sowie für den Schulfunk des Hessischen Rundfunks. Er leitete die Volkshochschul-Außenstelle Wetter im Landkreis Marburg-Biedenkopf. 1976 schloss er als Diplompädagoge ab und promovierte 1981 bei Wolfgang Klafki in Erziehungswissenschaften zum Dr. phil.
In den 1980er und 1990er Jahren machte er sich einen Namen mit zahlreichen Veröffentlichungen und Vorträgen zur Wahlforschung, insbesondere zum Wahlverhalten junger Menschen (Die jungen Wähler, 1984), der Geschichte des Frauenwahlverhaltens in Deutschland (Emanzipation mit dem Stimmzettel, 1986) und der demografischen Wählerbasis der neuen rechtsradikalen Parteien (Die neue Rechte, 1989). Er gründete und leitete viele Jahre den „Gesprächskreis Sozialwissenschaften“ der Friedrich-Ebert-Stiftung (Bonn) und arbeitete mit im Ausschuss für Wahlforschung der Deutschen Vereinigung für Politische Wissenschaft. 1998–2004 hatte er einen Lehrauftrag an der Justus-Liebig-Universität Gießen für Politische Wissenschaften (Politische Soziologie), wo er 2002 zum Honorarprofessor ernannt wurde. Von 2003 bis 2016 hatte er einen Lehrauftrag an der Universität Koblenz-Landau, Campus Koblenz, wo er 2004 zum Honorarprofessor für Soziologie (Bildungs-, Jugend- und Kultursoziologie, Politische Soziologie, Regierungslehre) ernannt wurde.
Hofmann-Göttig ist verheiratet und Vater zweier Töchter.

## Politischer Werdegang

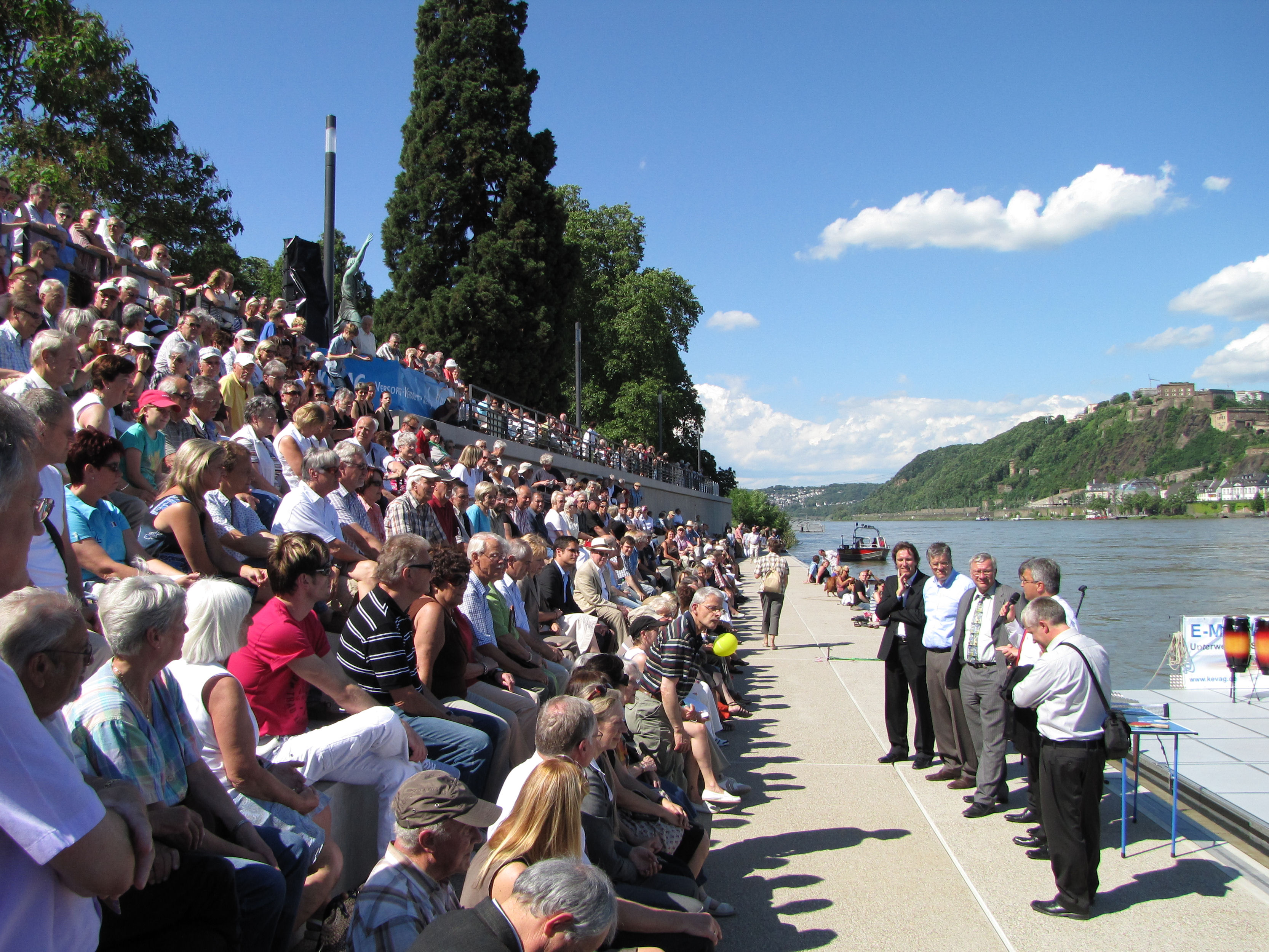
Einweihung der Schlossstufen vor dem Kurfürstlichen Schloss durch den Koblenzer Oberbürgermeister Joachim Hofmann-Göttig (stehend 3.v.l.) am 11. Juni 2010

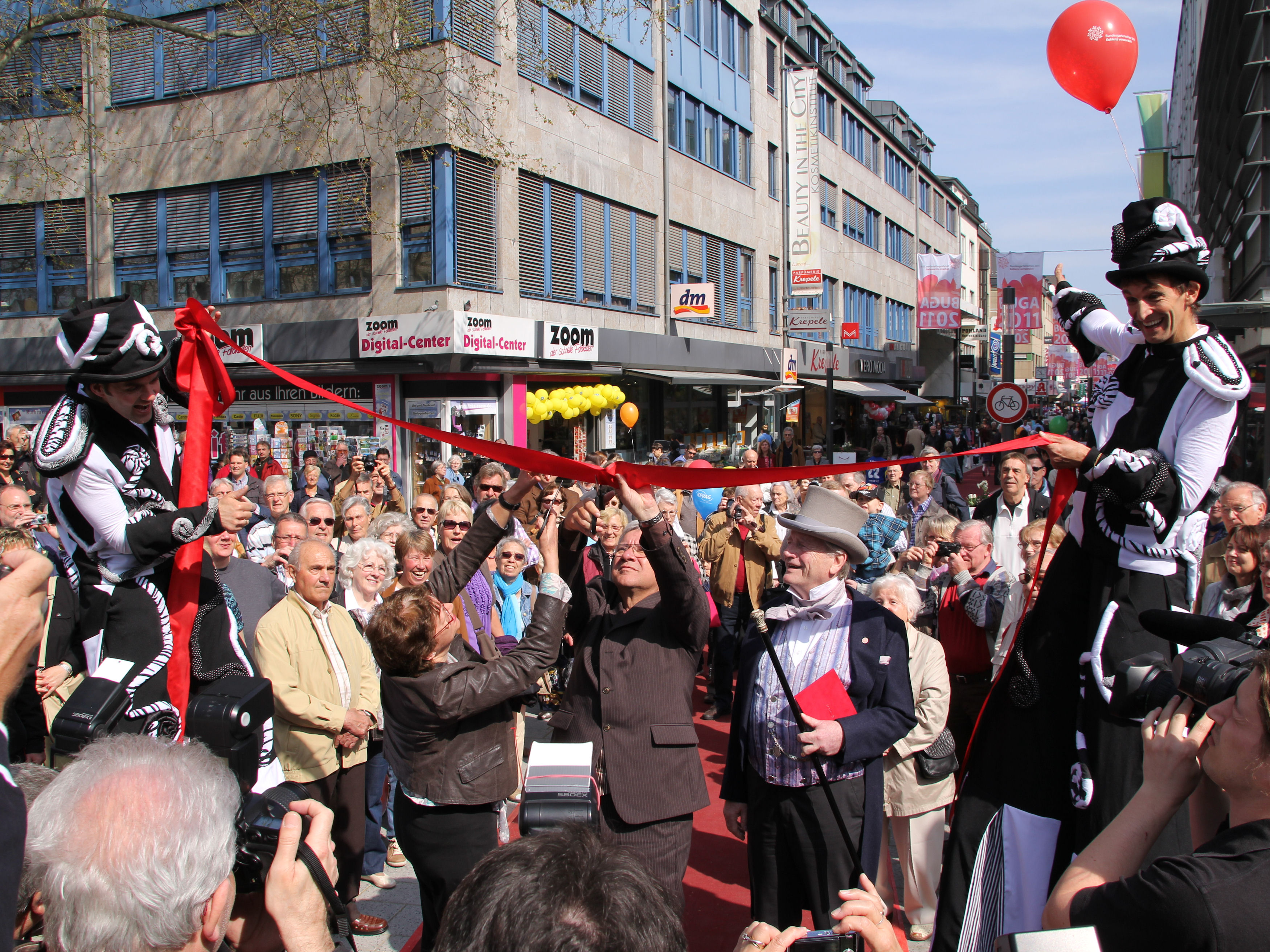
Eröffnung der sanierten Löhrstraße durch Oberbürgermeister Joachim Hofmann-Göttig am 9. April 2011

1969 trat Hofmann-Göttig in die SPD ein und arbeitete zunächst bei den Jungsozialisten in Marburg, im Bezirksvorstand Hessen-Nord und im hessischen Landesvorstand. 1972 wurde er Gemeindevertreter in Simtshausen, 1974 ist er Kreistagsabgeordneter im Kreistag Marburg-Biedenkopf.
1975–1991 arbeitete er hauptberuflich in Bonn als wissenschaftlicher Referent für den SPD-Parteivorstand, als Schülerreferent von 1975–77, war Leiter des Europawahlkampfes 1979 und Referent für Bildungspolitik für die Bundestagsfraktion von 1977–79, sowie Leiter der Bund-Länder-Koordinierungsstelle, 1980–84; er arbeitete für die Hessische Landesvertretung (Presse- und Kulturreferent, 1984/85) und als Dienststellenleiter der saarländischen Landesvertretung (zugleich Presse- und Kulturreferent 1986–1991). Nebenberuflich leitete er das Sekretariat der Arbeitsgruppe Fortschritt ’90, die das Regierungsprogramm der SPD für die Bundestagswahl 1990 ausarbeitete.
In Hessen wurde Hofmann-Göttig 1985 zum Ministerialrat verbeamtet, im Saarland 1990 zum Ministerialdirigenten ernannt. Ab 1991 war Hofmann-Göttig Staatssekretär in Rheinland-Pfalz, stets im Kultusbereich ab 2006 ausschließlich für Kulturangelegenheiten zuständig. Hier war er maßgeblich am Anerkennungsverfahren der Kulturlandschaft Oberes Mittelrheintal als UNESCO-Welterbe beteiligt. Daneben waren seine Hauptprojekte der Ausbau der Landesstiftung Villa Musica mit der Akademie für Kammermusik im Schloss Engers (Neuwied), der Ausbau des Bahnhof Rolandseck (Remagen) zum bundesweit beachteten Arp Museum Bahnhof Rolandseck und die Generalsanierung und Ausbau der Wiege der Demokratie, dem Hambacher Schloss (Neustadt a.d.W.). Zwischenzeitlich war seine Zuständigkeit von 2001 bis 2006 auf den Bereich der Bildung beschränkt worden.  Hofmann-Göttig war mit einer 19-jährigen Amtszeit dienstältester Staatssekretär im Geschäftsbereich der Kultusministerkonferenz in Deutschland.

## Koblenzer Oberbürgermeister
Am 27. September 2009 wurde Hofmann-Göttig mit 54,4 % der Stimmen zum Koblenzer Oberbürgermeister gewählt und setzte sich damit gegen Peter Labonte (CDU) durch. Er trat sein Amt am 1. Mai 2010 an. Daneben war er Aufsichtsratsvorsitzender der BUGA GmbH, welche die Bundesgartenschau 2011 unter dem Motto Koblenz verwandelt veranstaltete. und engagierte er sich für den Erhalt des Justizstandortes Koblenz.
Unter seiner Verantwortung wurden die Rhein-Mosel-Halle im September 2012 und das Kulturgebäude (Forum Confluentes) auf dem Zentralplatz im Juni 2013 der Öffentlichkeit übergeben.
Er war Verhandlungsführer des Bieterkonsortiums bestehend aus der Stadt Koblenz, Stadtwerken, EVM und THÜGA beim Ankauf der RWE-Mehrheitsanteile an dem regionalen Stromversorger KEVAG.
Er war Aufsichtsratsvorsitzender von KEVAG und EVM und trug Mitverantwortung für die zum 1. Juli 2014 vollzogene Fusion zur evm AG, dem größten kommunalen Energieversorger in Rheinland-Pfalz, dessen Aufsichtsratsvorsitzender er seither ist.
In den Jahren 2016 und 2017 war er zugleich Vorsitzender des Aufsichtsrats der Thüga-Holding. Er war Verhandlungsführer der kommunalen Seite bei der Fusion zwischen drei kirchlichen und zwei kommunalen Krankenhäusern zum Gemeinschaftsklinikum Mittelrhein, einem Maximalversorger, das bundesweit in der Größe einzigartig in gleichen Anteilen von kirchlichen Stiftungen und Kommunen getragen wird. Seit dem 16. Dezember 2015 ist er Aufsichtsratsvorsitzender des Gemeinschaftsklinikum Mittelrhein.
Neben den großen Wirtschaftsprojekten machte sich Hofmann-Göttig als Kämmerer einen Namen als Haushaltssanierer. Koblenz konnte als einziges Oberzentrum in Rheinland-Pfalz für das Jahr 2018 einen ausgeglichenen Haushaltsentwurf durch den Stadtrat bringen. Ein weiterer Schwerpunkt seiner Amtstätigkeit lag auf dem respektvollen Umgang mit Minderheiten, bei einem Migrantenanteil in der Bevölkerung von 30 Prozent ein zentrales Thema des Binnenklimas in Koblenz.
Während seiner Kandidatur zum Oberbürgermeister (2009), bei der er als unabhängiger Bewerber aufgetreten war, und über die gesamte Amtszeit wurde Hofmann-Göttig von einem überparteilichen Unterstützerkreis begleitet.
Zur Oberbürgermeisterwahl im Jahr 2017 konnte Hofmann-Göttig nicht mehr antreten, weil er die in der Gemeindeordnung festgelegte Altersgrenze überschritt. Ende April 2018 trat er in den Ruhestand.
Danach kam es zu einem Rechtsstreit zwischen der Stadt Koblenz und dem Land Rheinland-Pfalz über die Verteilung der Versorgungskosten, in dem die Stadt obsiegte. Das Verwaltungsgericht Koblenz bejahte aufgrund früherer landesrechtlicher Vorschriften eine Versorgungsteilung bei landesinternen Dienstherrenwechseln schon vor Inkrafttreten des § 2 des Landesgesetzes zu dem Versorgungslastenteilungs-Staatsvertrag. Nicht entscheidungserheblich war deshalb die Versetzung in den einstweiligen Ruhestand am 27. April 2010, die der Landesrechnungshof später beanstandet hatte wegen des damals unmittelbar bevorstehenden Amtsantritts als Oberbürgermeister.
Seit dem Ruhestand arbeitet Hofmann-Göttig als selbstständiger Wirtschaftsberater mit Büros in Koblenz und in Domburg (Niederlande). Insbesondere setzt er sich national und international auf der Basis der Erfahrungen mit der Koblenzer Seilbahn im Zusammenhang mit der Bundesgartenschau 2011 für Seilbahnen als ein ökologisch verträgliches Verkehrsmittel ein.

## JoHo-Schängel-Stiftung

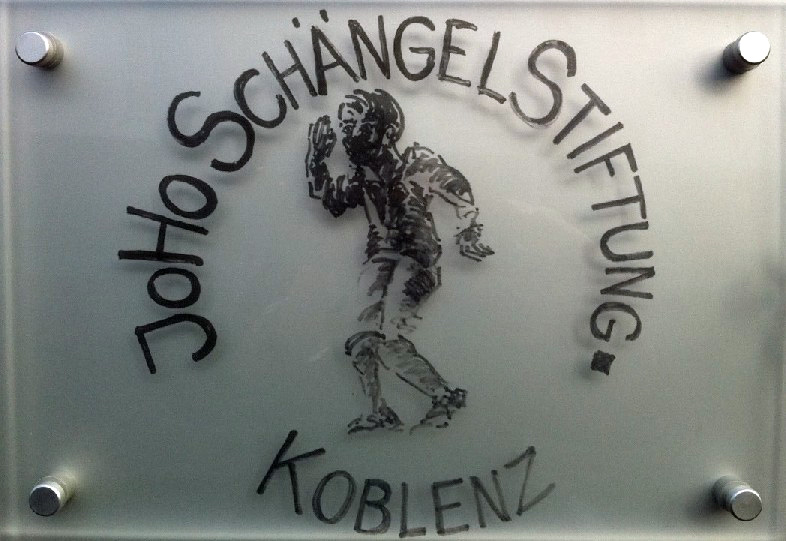
Schild vor der Geschäftsstelle der JoHo-Schängel-Stiftung in der Mainzer Straße 61 in Koblenz

Hofmann-Göttig gründete im Dezember 2010 die JoHo-Schängel-Stiftung. Stiftungszweck ist die Unterstützung von Projekten in seiner Heimatstadt Koblenz. Um den Koblenz-Bezug der Stiftung zu unterstreichen, fand der Schängel Eingang in den Stiftungsnamen. Die Stiftungsgeschäfte werden verantwortet von einem fünfköpfigen Vorstand mit dem Hauptstifter Hofmann-Göttig als Vorstandsvorsitzendem.
Die Stiftung wird finanziert über Spenden, darunter vor allem die Einnahmen aus der vierzehntäglichen Foto-Kolumne des Hauptstifters für die Heimatzeitung Blick aktuell – Koblenz. Die Stiftung schüttet jährlich Projektmittel von im Durchschnitt 6–8.000 Euro aus.

## Schriften
- Die Schülerarbeit der Jungsozialisten (1976)
- Politik und Schülerpresse. Ölschläger, München (1981)
- Die jungen Wähler. Campus-Verlag, Frankfurt u. a. (1984)
- Emanzipation mit dem Stimmzettel. 70 Jahre Frauenwahlrecht in Deutschland. (1986)
- Die neue Rechte (1989)
- Werner Hofmann – Gesellschaftslehre in praktischere Absicht (Mit-Herausgeber, 1999)
- Geliebtes Koblenz (2018)
- Fotografischer Führer Domburg (2021)